# Linqing
Linqing (临清市S, LínqīngP) è una città-contea della Cina, situata nella provincia dello Shandong e amministrata dalla prefettura di Liaocheng.